# Szadów Księży
Szadów Księży is een plaats in het Poolse district  Turecki, woiwodschap Groot-Polen. De plaats maakt deel uit van de gemeente Turek en telt 147 inwoners.